# Зіндельфінген
Зіндельфінген (нім. Sindelfingen) — місто в Німеччині, районний центр, розташований в землі Баден-Вюртемберг.
Підпорядкований адміністративному округу Штутгарт. Входить до складу району Беблінген. Населення становить 60 445 осіб (на 31 грудня 2010 року). Займає площу 50,85 км². Офіційний код — 08 1 15 045.
Місто поділяється на 2 міських райони.
«Рідне» місто Mercedes-Benz.